# Lizarba separata
Lizarba separata is een spinnensoort in de taxonomische indeling van de kamstaartjes (Hahniidae).
Het dier behoort tot het geslacht Lizarba. De wetenschappelijke naam van de soort werd voor het eerst geldig gepubliceerd in 1967 door Roth.